# Upuautemszaf
Upuautemszaf (uralkodói nevén Szehemré-neferhau) az ókori egyiptomi második átmeneti kor egyik uralkodója. Kim Ryholt és Darrell Baker szerint az abüdoszi dinasztiához tartozott, Jürgen von Beckerath a XVI. dinasztia vége egyik királyának tartja, Marcel Marée szerint a XVI. dinasztia végéhez tartozott.

## Említései
Uralkodása idejéből egyetlen kortárs említése egy igen durva kialakítású mészkősztélé, melyet Abüdoszban fedeztek fel és ma a British Museumban található (EA 969). A sztélét, mely „Upuaut, Abüdosz ura” előtt ábrázolja az uralkodót, egy abüdoszi műhelyben készítették, ugyanott, ahol Rahotep és Pantjeni sztéléit. Marcel Marée egyiptológus ez alapján arra következtetett, hogy ez a három uralkodó nagyjából egy időben uralkodott. Úgy véli, Rahotep és Upuautemszaf sztéléjét ugyanaz a személy készítette, Pantjeniét valaki más, Upuaut pedig közvetlenül Rahotep után uralkodhatott, a XVI. dinasztia korának végén vagy a XVII. dinasztia elején.
Upuautemszaf egy másik lehetséges említése egy graffito a Beni Hasszán-i 2. sírban, Amenemhat, a XII. dinasztia idején élt nomoszkormányzó sírjában, Abüdosztól 250 km-re északra. A graffito olvasata von Beckerath szerint talán Szehemré-noferhau, de ez bizonytalan, mert az eredeti mára elveszett.

## Dinasztiája

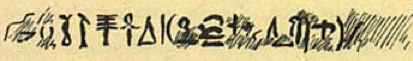
A Beni Hasszán-i graffito, mely talán Upuautemszafot említi.

A második átmeneti korról írt tanulmányában Kim Ryholt kidolgozza azt az elméletet, amellyel eredetileg Detlef Franke állt elő és amely szerint miután Memphiszt elfoglalták a hükszoszok és a XIII. dinasztia uralma véget ért, Abüdoszban létrejött egy független királyság, melynek hatalma Közép-Egyiptomra terjedt ki. Az abüdoszi dinasztia így helyi királyok egy csoportját jelenti, akik rövid ideig uralkodtak Egyiptom középső részén. Ryholt megjegyzi, hogy Upuautemszafot csak Közép-Egyiptomban említik, és nevében Upuaut abüdoszi isten neve szerepel. Ez alapján arra a következtetésre jutott, hogy valószínűleg Abüdoszból kormányzott és az abüdoszi dinasztiához tartozott, Ebben Darrell Baker egyetért vele, von Beckerath azonban a XIII. dinasztia végére helyezi az uralkodót.
Marcel Marée szintén elutasítja Ryholt feltételezését, és a XVI. dinasztia vége egyik uralkodójának tartja Pantjenit. Marée felhívja a figyelmet arra, hogy az Upuautemszaf sztéléjét készítő műhelyben készült Pantjeni és a leggyakrabban a XVII. dinasztia elejéhez tartozó Rahotep sztéléje is, tehát ez a három uralkodó időben egymáshoz közel uralkodott, ami kizárja egy abüdoszi dinasztia létezését i. e. 1650 körül.

## Fordítás
- Ez a szócikk részben vagy egészben  a   Wepwawetemsaf című angol Wikipédia-szócikk ezen változatának fordításán alapul.  Az eredeti cikk szerkesztőit annak laptörténete sorolja fel. Ez a jelzés csupán a megfogalmazás eredetét és a szerzői jogokat jelzi, nem szolgál a cikkben szereplő információk forrásmegjelöléseként.